# Willa Moritza Fritsche w Bielsku-Białej
Willa Moritza Fritsche, znana też jako willa Fedora Weinschencka – neobarokowa zabytkowa willa położona w Bielsku-Białej przy ulicy Krasińskiego 28.
Została wzniesiona w 1890 przy ówczesnej Giselastraße w obrębie rozwijającego się kwartału willowego na Dolnym Przedmieściu dla Moritza Fritsche, współzałożyciela i dyrektora Pierwszej Galicyjskiej Fabryki Portland Cementu w Szczakowej. Po jego śmierci na początku XX wieku wdowa Augusta Fritsche sprzedała budynek Fedorowi Johannowi Adamowi Weinschenckowi – zarządcy dóbr ziemskich w Górze, który w 1905 poślubił córkę Gustava Josephy’ego Hildę i przeniósł się do Bielska. W okresie międzywojennym był on współwłaścicielem Fabryki Maszyn i Odlewni Żelaza G. Josephy’ego Spadkobiercy (późniejsza BEFAMA), stał na czele Izby Handlowej i Przemysłowej w Bielsku oraz Związku Przemysłowców Bielska-Białej i Okolicy, a także zasiadał w radach nadzorczych licznych przedsiębiorstw i był członkiem zarządu komisarycznego miasta w latach 1933–1934. W willi wychowywał się jego syn, urodzony w 1916 Fedor Wilhelm Weinschenck, który w latach 30. XX wieku odnosił duże sukcesy jako narciarz alpejski. W 1934 rodzina przeniosła się na stałe do willi przy dzisiejszej ulicy Pocztowej 18 w Mikuszowicach Śląskich, a po 1945 osiedliła się w Austrii.
Po II wojnie światowej budynek przeszedł na własność miasta i pełnił różne funkcje, został też nieznacznie rozbudowany o użytkowe poddasze. Był m.in. siedzibą Beskidzkiej Izby Lekarskiej (do 2021), Beskidzkiej Okręgowej Izby Pielęgniarek i Położnych (do 2016), Beskidzkiej Okręgowej Izby Aptekarskiej i bielskiego oddziału Głównej Biblioteki Lekarskiej. 25 kwietnia 1994 został wpisany do rejestru zabytków pod numerem A/703/94. W 2021 willa została przekazana na własność powiatowi bielskiemu z przeznaczeniem na drugie w Bielsku-Białej (po podobnej placówce działającej w Olszówce) Centrum Zdrowia Psychicznego złożone z poradni, oddziału dziennego oraz zespołu leczenia środowiskowego. Otwarte ono zostało 3 lutego 2025, po gruntownej renowacji budynku połączonej z przystosowaniem go do potrzeb osób niepełnosprawnych.